# Tiro de enfiada

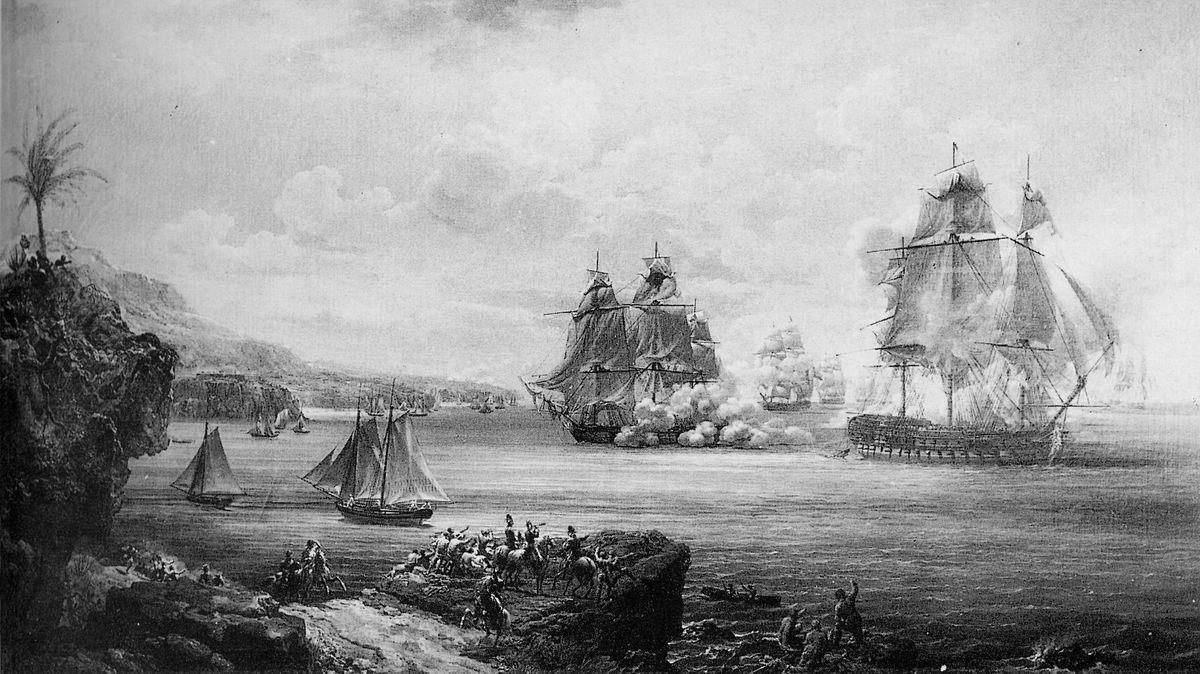
Fragata francêsa Poursuivante disparando uma salva de tiro de enfiada sobre o navio de linha britânico Hercule.

Em guerra naval, tiro de enfiada (em inglês raking fire) é o disparo dirigido paralelo ao eixo longo de um navio inimigo. Ou seja, alvejando as naus ao comprido. Embora cada tiro seja dirigido contra o perfil de um alvo menor ao invés de se atirar no costado do navio e, portanto, mais propenso a errar o navio alvo tanto para um lado quanto para o outro, um único tiro de canhão que atinge o alvo irá passar por uma parte maior do navio, aumentando assim os danos ao casco, as velas, e a tripulação. Um tiro de popa causa mais danos do que um tiro de proa porque os tiros não são desviados pela proa curva (e reforçada).
Nas batalhas entre navios à vela, onde a maioria dos canhões se encontram ao longo do costado do navio, uma das maiores preocupações era evitar receber tiros de enfiada. Assim, como as áreas da proa e da popa de um navio eram altamente vulneráveis, a tática de tiro de enfiada era o desejo furtivo de cada capitão em batalha.

## Trafalgar

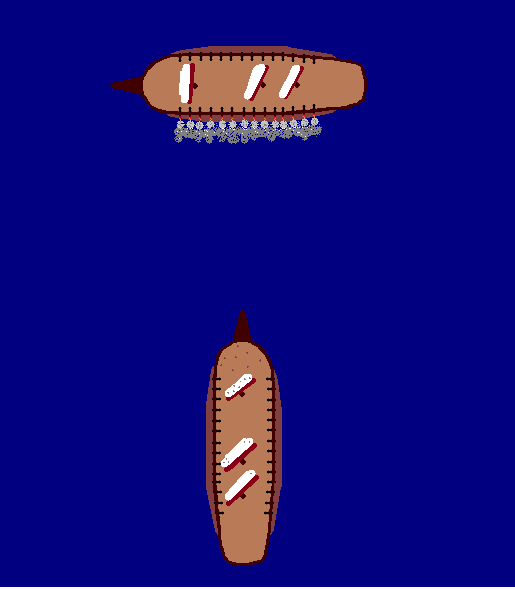
Nesta figura, o navio que está no topo está cruzando o "T" do navio que está no fundo e disparando um tiro de enfiada em sua proa.

A eficácia desta tática foi demonstrada na Batalha de Trafalgar. O HMS Victory do Almirante Nelson, conduzindo a coluna de barlavento da frota britânica, quebrou a linha francesa bem na popa do Bucentaure e logo a frente do do Redoutable. O Victory disparou em sua popa menos protegida e ele sofreu baixas de 197 mortos e 85 feridos (incluindo o capitão Megendie);
O almirante Villeneuve teve sorte de sobreviver, e embora ele não tenha sido capturado por três horas, o tiro pôs o Bucentaure fora da luta.

## Batalha de San Domingo

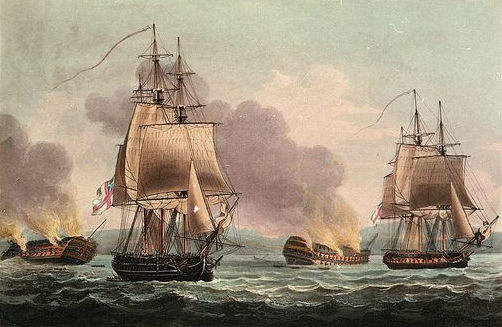
Ação do Sir J.T. Duckworth's em San Domingo, 7-8 de Fev. 1806, Thomas Whitcombe, 1817, National Maritime Museum

A Batalha de San Domingo, em 1806, foi uma batalha naval das guerras Napoleónicas. Nela se ilustra a situação na qual o navio que procura acertar um tiro de enfiada pode ser logo após alvo da mesma tática. Nesta batalha, o navio Alexandre danificado, de repente saiu fora de sua linha em uma tentativa de cruzar entre o Spencer e o Northumberland para disparar fogo de enfiada em ambos. O Capitão Robert Stopford do Spencer se antecipou e respondeu rapidamente, virando em arco atras do Alexandre e disparando ele, uma salva de enfiada.

## USS Constitution x HMS Guerriere

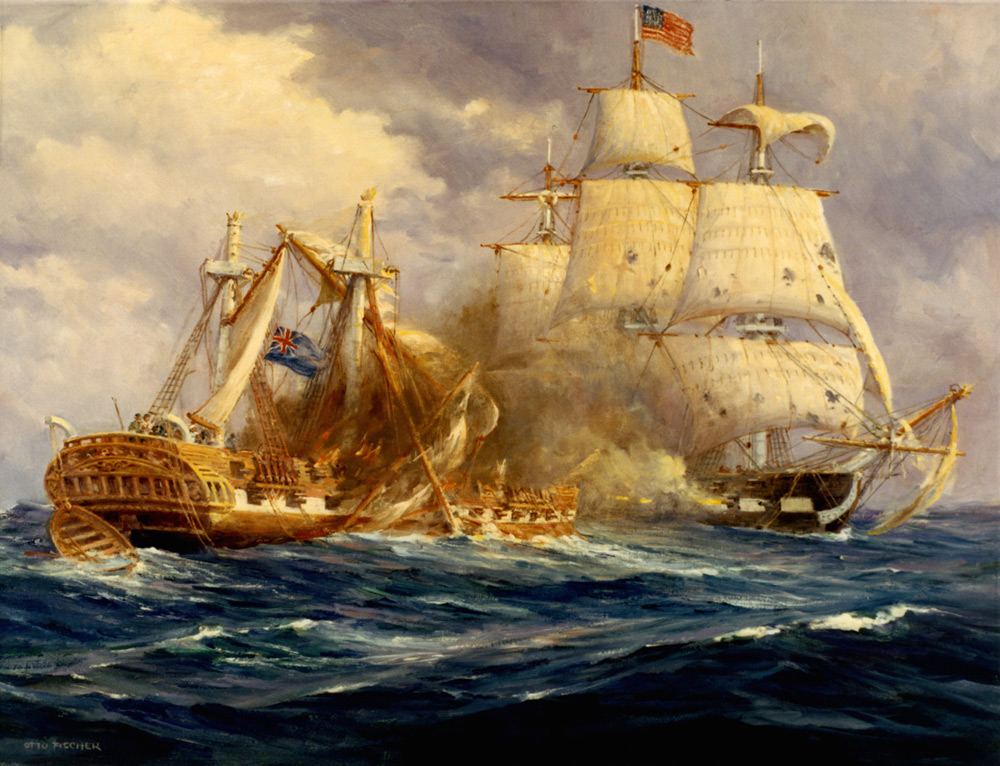
Constitution atira no casco incendiado da Guerriere, já bastante avariado.

Durante a guerra anglo-americana de 1812, a fragata americana USS Constitution entrou em combate com a fragata britânica HMS Guerriere. Após ter acertado o mastro da mezena, o navio britânico foi danificado. A fragata Constitution  veio em torno da proa do Guerriere e acertou um pesado fogo de enfiada a curta distância, usando grapeshot, que acertou o pátio principal. A fragata britânica respondeu ao fogo, mas o lado britânico sofreu um número bem maior de baixas (78 baixas britânicas contra 14 baixas americanas). Apesar do fogo da Guerriere ter sido pesado e a curta distância, as laterais do Constitution eram reforçadas com ferro, o que lhe rendeu somente 7 mortos e 7 feridos. Por fim a fragata foi incendiada e afundada pelo USS Constitution.

## A captura do USS Chesapeake

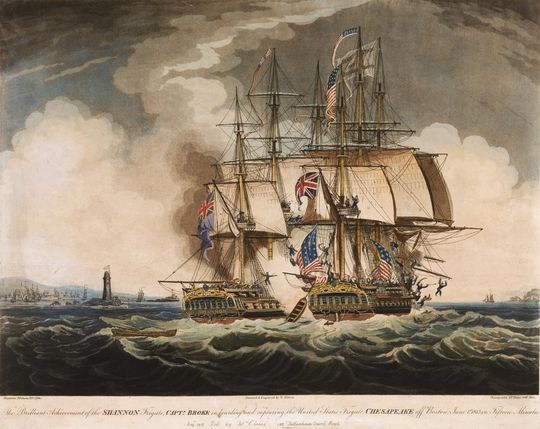
USS Chesapeake abordado e capturado pelo HMS Shannon.

A captura do USS Chesapeake, ou a Batalha de Boston Harbor, foi travada em 01 de junho de 1813, entre o HMS Shannon e o USS Chesapeake, como parte da guerra de 1812. Após ter o timão atingido e ter seu timoneiro morto por um canhão de 9 libras o USS Chesapeake se encontrou preso contra a Shannon e incapaz de manobras de distância. Sua popa então tornou-se exposta e foi varrida pelo tiro de enfiada britânico. Após a confusão que se seguiu, o USS Chesapeake foi abordado e tomado.